# CandyBar
CandyBar es una aplicación desarrollada por Panic y The Iconfactory para el sistema operativo Mac OS X que reemplaza los iconos del sistema (y a partir de CandyBar 3, también en el Dock) con iconos/docks que los usuarios elijan. La última versión, CandyBar 3, corre sobre Mac OS X 10.5 "Leopard" y 10.6 "Snow Leopard" y soporta los iconos de alta-resolución 512x512 píxeles de Leopard, así como cambiar el propio dock de Leopard. Puedes descargar muchos tipos de iconos y docks desde la página de Iconfactory. CandyBar es el sucesor de la aplicación The Iconfactory's iControl para Mac OS 8 y 9.